# Майо (народ)

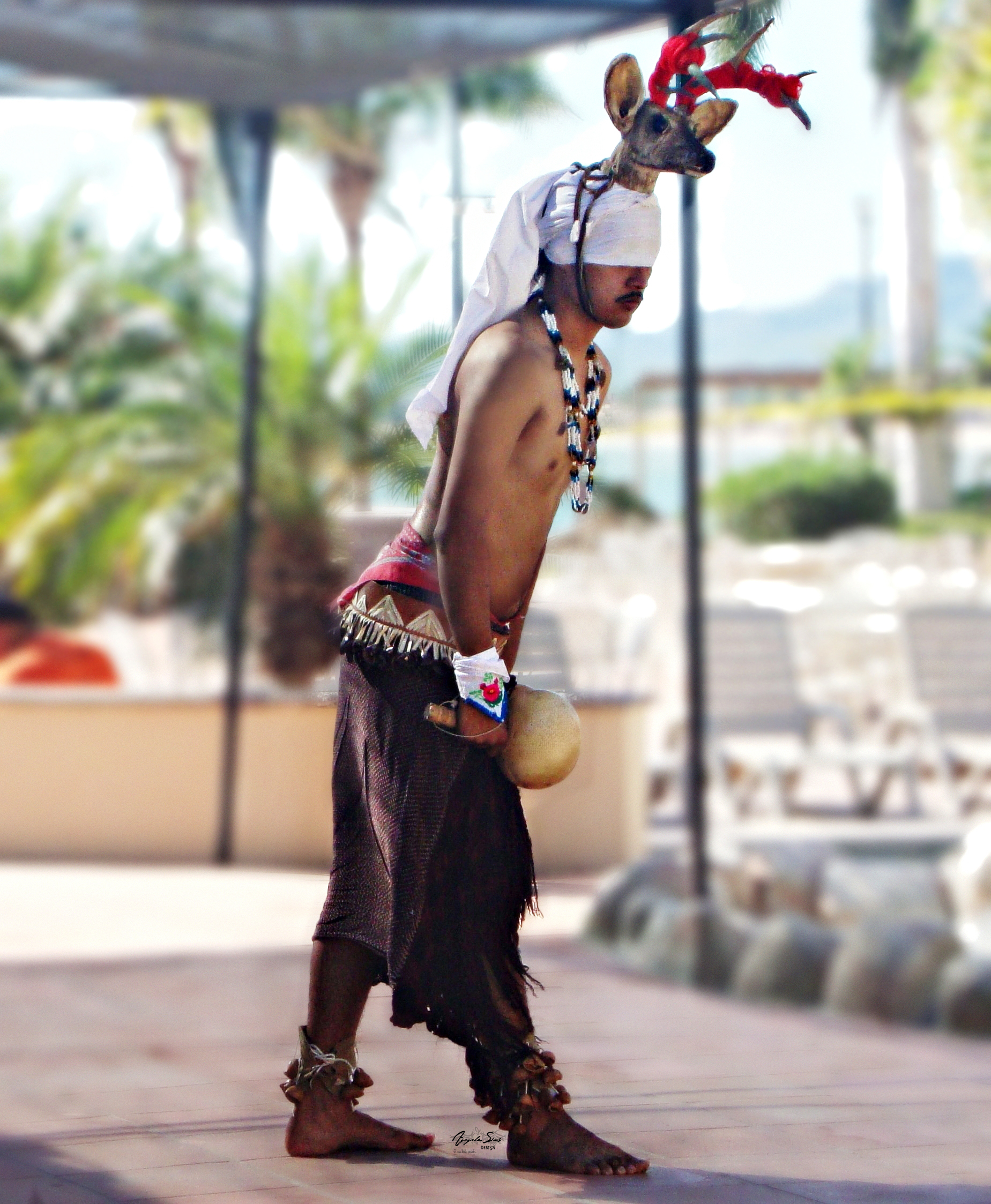
Індіанець виконує Танець Оленя

Майо (самоназва — йореме) — індіанський етнос на північному заході Мексики. Розселений по річці Майо на півдні штату Сонора та на півночі штату Сіналоа. Чисельність майо становить близько 60 тис. чоловік (1990 рік).
Мова — майо, що відноситься до юто-ацтекської сім'ї, також поширена іспанська мова.
Релігія — суміш католицизму і традиційних вірувань, зберігається віра в чаклунство. Під час католицьких свят виконуються традиційні танці — Оленя, Койота тощо.
Майо займаються землеробством, рибальством, практикується тимчасовий відхід на заробітки в інші райони.